# Mary Curtis Verna
Mary Virginia Curtis Verna (Salem (Massachusetts), 9 de mayo de 1921 – Seattle (Washington), 4 de diciembre de 2009) fue una soprano operística estadounidense, particularmente relacionada con los autores italianos.

## Biografía
Verna estudió en la Academia Abbot y en la Hollins College para después viajar a Italia donde se casaría con Ettore Verna. Hizo su debut en el Teatro Lirico de Milán con Desdemona en 1949. Un año después, aparece en el programa de televisión de Ed Sullivan Show cantando "Visi d'arte" de Tosca y "Will You Remember?" de Maytime (musical). Durante estos primeros años, solía cantar en Italia con el nombre de Maria Curtis Verna mientras hacía apariciones en la Ópera Estatal de Viena y en la Ópera Estatal de Baviera.
Verna debutó en los Estados Unidos en la Academia de Música de Filadelfia con la Philadelphia Civic Grand Opera Company el 4 de mayo de 1952 con el papel principal de Aida junto a Ramón Vinay, Claramae Turner y bajo la dirección de Giuseppe Bamboschek y volvió a hacer el mismo papel en el debut de la obra en la Ópera de San Francisco. Siguió con sus actuaciones en la New York City Opera con los papeles de Donna Anna en Don Giovanni (1954), y en el Metropolitan Opera con Leonora de Il Trovatore (1957). En el Metropolitan, se convirtió en una aclamada intérprete en la década de los 50 y 60 con piezas como Aida, La forza del destino, Don Carlo, Cavalleria rusticana'), Tosca y Turandot. 
Verna se despidió del Metropolitan Opera en 1966 en la gala de clausura de la 39.ª Street house. En 1969, aceptó el cargo de Jefa de Voz del Departamento de la Escuela de Música de la Universidad de Washington. Se retiró de la Universidad en 1991.

## Discografía

### Grabaciones en estudio
- Aida, con Umberto Borsò, Oralia Domínguez, Ettore Bastianini, Norman Scott, dir. Franco Capuana - Remington 1952
- Don Giovanni (Donna Anna), con Giuseppe Taddei, Italo Tajo, Carla Gavazzi, Cesare Valletti, Elda Ribetti, dir. Max Rudolf - Cetra 1953
- Un ballo in maschera, con Ferruccio Tagliavini, Giuseppe Valdengo, Pia Tassinari, dir. Angelo Questa - Cetra 1954
- Aida, con Franco Corelli, Miriam Pirazzini, Giangiacomo Guelfi, Giulio Neri, dir. Angelo Questa - Cetra 1956
- Andrea Chenier, con Richard Tucker, Mario Sereni, dir. Fausto Cleva -  Columbia/Metropolitan Opera Record 1957

### Grabaciones en vivo
- Aida, con Carlo Bergonzi, Irene Dalis, Robert Merrill, Giorgio Tozzi, dir. Fausto Cleva - Met 1957 ed. Bongiovanni
- Il trovatore, con Kurt Baum, Frank Guarrera, Rosalind Elias, dir. Max Rudolf - Met 1957 ed. Metropolitan Opera Record
- Tosca, con Jussi Björling, Cornell MacNeil, dir. Dimitri Mitropoulos - Met 1959 ed. Bongiovanni
- Don Carlo, con Franco Corelli, Jerome Hines, Mario Sereni, Irene Dalis, dir. Nino Verchi - Met 1961 ed. GOP
- La Gioconda, con Franco Corelli, Cesare Bardelli, Mignon Dunn, Giorgio Tozzi, dir. Anton Guadagno - Philadelphia 1964 ed. BCS/Lyric Distribution